# En la puerta de la eternidad
Anciano apenado (En la puerta de la eternidad) es una pintura al óleo de Vincent van Gogh realizada en 1890 en Saint-Rémy de Provence basada en una litografía anterior. La pintura fue completada a principios de mayo mientras convalecía de una grave recaída en su salud mental dos meses antes de su muerte, la cual es generalmente aceptada como suicidio.

## Litografía original
La litografía se basó en un dibujo a lápiz, Worn Out, una serie de dibujos que realizó en 1882 de un anciano pensionista, Adrianus Jacobus Zuyderland, residente en una casa de beneficencia local en La Haya y en sí mismos una reelaboración de un dibujo y una acuarela del año anterior. La inspiración de Worn Out fue la obra de Hubert von Herkomer Domingo en el Hospital de Chelsea, una pintura muy popular mostrando un veterano que muere mientras asiste a un oficio religioso y fue aclamada por la Royal Academy. El último oficio religioso, fue visto por Van Gogh en 1875 durante una estancia en Inglaterra. Van Gogh escribió sobre la obra:

"Hoy y ayer dibujé dos figuras de un anciano con los codos sobre las rodillas y la cabeza entre las manos. Lo hice de un Schuitemaker una vez y siempre conservé el dibujo, porque quería hacerlo mejor en otra ocasión. Quizá haga una litografía de ello. Que buena vista hace el anciano trabajador, con su traje de bombacina remendado y su calva."

El primer intento de litografía de Van Gogh siguió solo dos días después. Escribió: 

"Me parece que un pintor tiene el deber de tratar de poner una idea en su trabajo. Estaba tratando de decir esto en esta impresión, pero no puedo decirlo tan bellamente, tan llamativamente como la realidad, de la cual esto es solo un reflejo tenue visto desde un espejo oscuro, que me parece una de las evidencias más fuertes de la existencia de 'algo en lo alto' en lo que Millet creía, es decir, en la existencia de un Dios y una eternidad, es la cualidad indescriptiblemente conmovedora que puede haber en un anciano así, sin que él sea consciente tal vez, mientras se sienta silenciosamente en la esquina del hogar. Al mismo tiempo, algo precioso, algo noble, que no puede ser destinado a los gusanos ... Esto está lejos de toda teología — simplemente, la cabeza de un granjero en el umbral de la eternidad."

Más tarde, en una rara expresión de sus propios sentimientos religiosos, escribió expresamente sobre esta litografía y otros dos dibujos también de Zuyderland, de un anciano leyendo la biblia y dando gracias:

"Mi intención con estos dos y con el primer anciano es la misma, es decir, expresar el estado de ánimo especial de Navidad y Año Nuevo. Dejando a un lado si uno está de acuerdo o no con la forma, es algo que uno respeta si es sincero, y por mi parte, puedo compartirlo completamente e incluso sentir la necesidad de hacerlo, al menos en el sentido de que, igual que un anciano de este tipo, tengo la sensación de creer en algo en lo alto, incluso si no sé exactamente quién o qué estará allí."

Siete impresiones de la litografía se conocen, de las cuales una está anotada como En la puerta de la eternidad. El mismo tema aparece otra vez en dos estudios de 1883 de una mujer sentada.

## Génesis

Retrato del doctor Félix Rey (F500, JH1659), óleo sobre tela, 1889, Museo Pushkin. A Rey le desagradó su retrato.

Vincent van Gogh sufrió alguna forma de enfermedad mental, de forma aguda durante los últimos dos años de vida. El diagnóstico oficial dado por el hospital en Arlés en que Van Gogh ingresó la víspera de Navidad de 1888, tras el incidente donde se cortó una oreja, fue "manía aguda con delirio generalizado". El Dr. Félix Rey, un joven interno en el hospital, también sugirió "una clase de epilepsia"  caracterizada como epilepsia mental.
No hay acuerdo sobre una diagnóstico moderno de la enfermedad de Van Gogh. Las sugerencias incluyen epilepsia y trastorno bipolar, posiblemente exacerbado por el consumo excesivo de absenta y coñac, tabaquismo y enfermedad venérea. Los síntomas fueron variados, pero en sus formas más severas implicaron ataques de confusión e inconsciencia seguidos por periodos de estupor e incoherencia durante los que era incapaz de pintar, dibujar, o incluso escribir cartas. Tras el primer ataque fue ingresado en Arlés, donde entonces residía, y tras una recaída posterior, entró voluntariamente en el asilo de Saint-Rémy-de-Provence en mayo de 1889, donde permaneció un año, hasta mayo de 1890.
El 22 de febrero de 1890, Van Gogh sufrió una recaída muy grave, un episodio que Jan Hulsker llamó el más largo y triste de su vida, uno que duró nueve semanas, hasta finales de abril. Durante este tiempo, solo pudo escribir una única carta a su hermano Theo, en marzo de 1890, y luego otra vez muy brevemente para decir que estaba totalmente estupefacto (totalmente abruti) e incapaz de escribir. No volvió a escribir a Theo hasta finales de abril, pero en esta carta le indica que había sido capaz de dibujar y pintar un poco durante este tiempo, a pesar de su tristeza y melancolía: 

"Qué puedo decir de estos dos meses? las cosas no están yendo bien en absoluto, estoy más triste y aburrido de lo que podría describirte, y ya no sé en qué punto estoy ... Mientras, sin embargo, todavía hice algunos lienzos pequeños de memoria que verás más tarde, recuerdos del norte [souvenirs du nord] ... tan melancólico me siento."

 Es en estos dibujos y pinturas que Hulsker ve señales inconfundibles de su derrumbamiento mental, lo que es raro en su trabajo.
No está claro si Anciano apenado ('En la puerta de la eternidad') es una de las telas referidas en su carta de abril. Hulsker comenta que habría sido notable que Van Gogh pudiera haber copiado tan fielmente su antigua litografía de memoria. No obstante, la pintura es claramente un regreso al pasado, y tanto el catálogo razonado de 1970 como Hulsker citan la pintura como fecit en mayo de 1890 en Saint-Rémy-de-Provence.

## Década de 1880

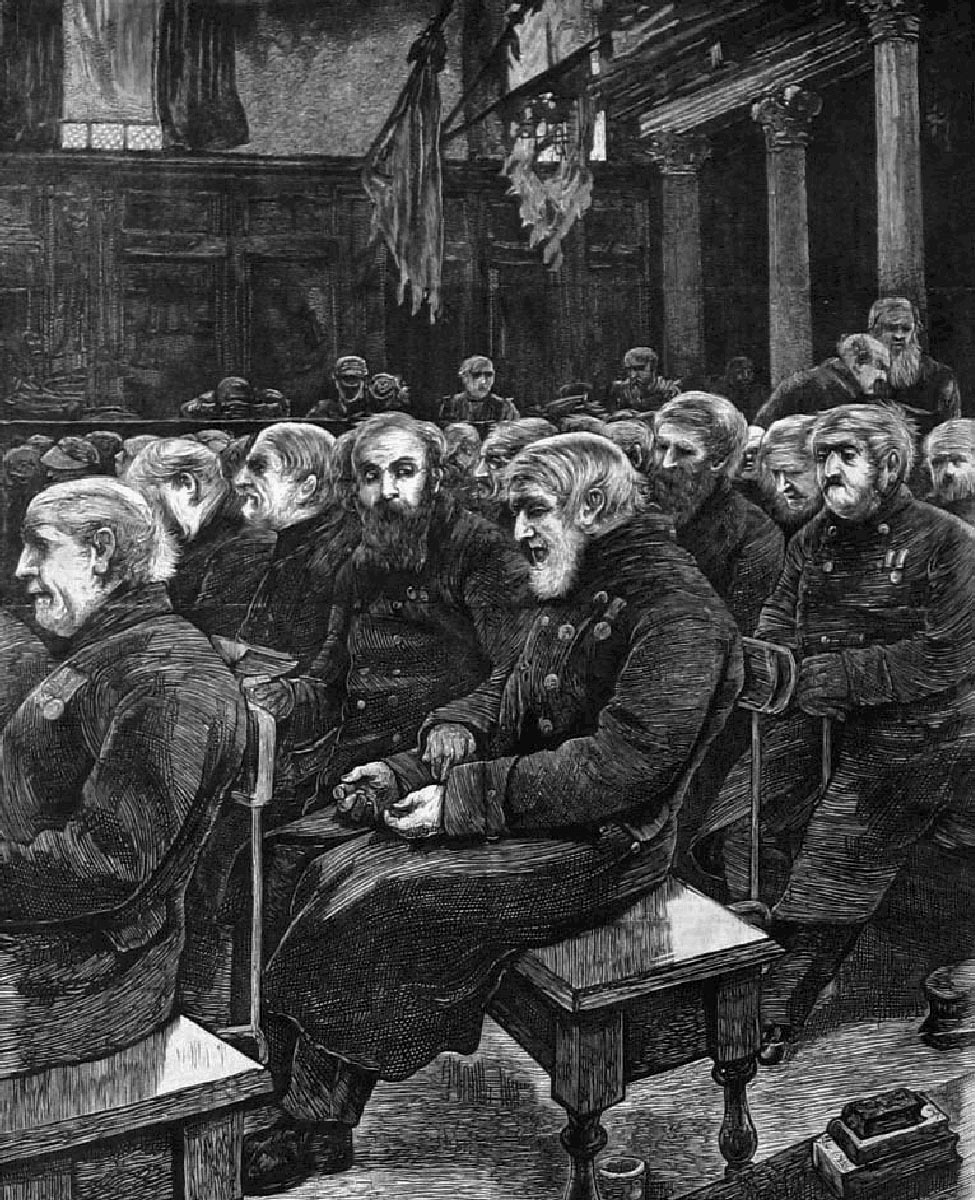
Hubert von Herkomer - Domingo en el Hospital de Chelsea (1871), también conocido como El último oficio religioso
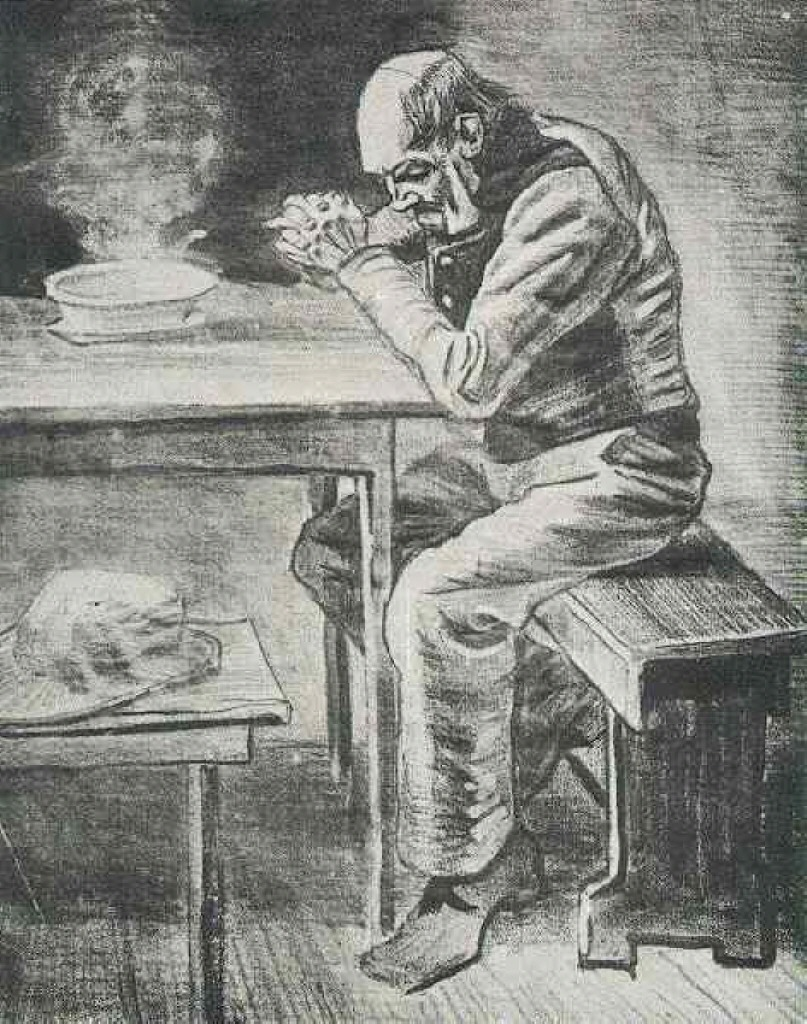
Oración antes de la comida, lápiz, tiza negra, tinta, realzado con blanco, diciembre de 1882, colección Privada, Suiza (F 1002, JH 281).
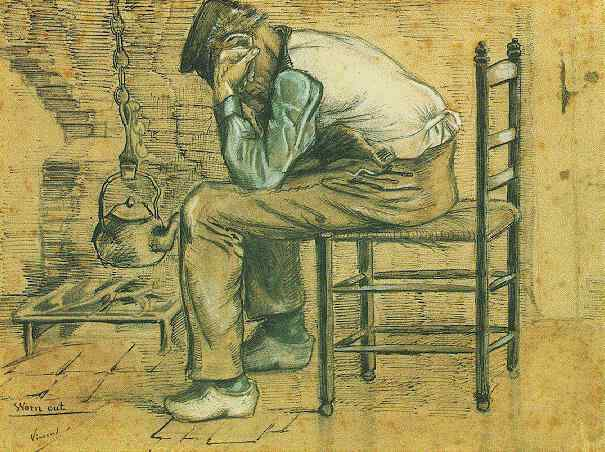
Campesino sentado junto al fuego, (F863, JH34), acuarela, 1881, P. y N. de Boer Fundación, Ámsterdam
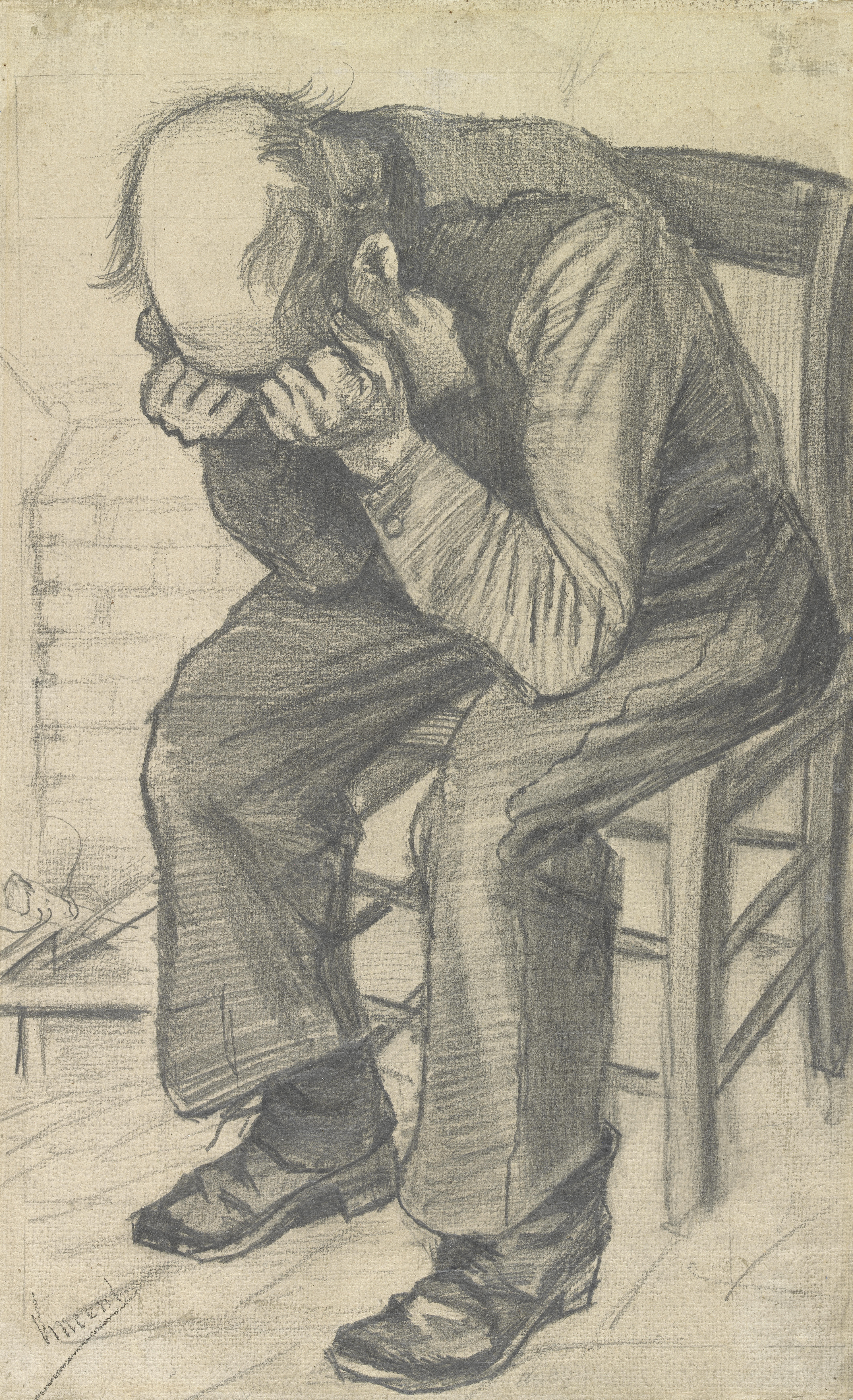
Desgastado (F997, JH267), lápiz sobre papel de acuarela, 1882, Museo Van Gogh
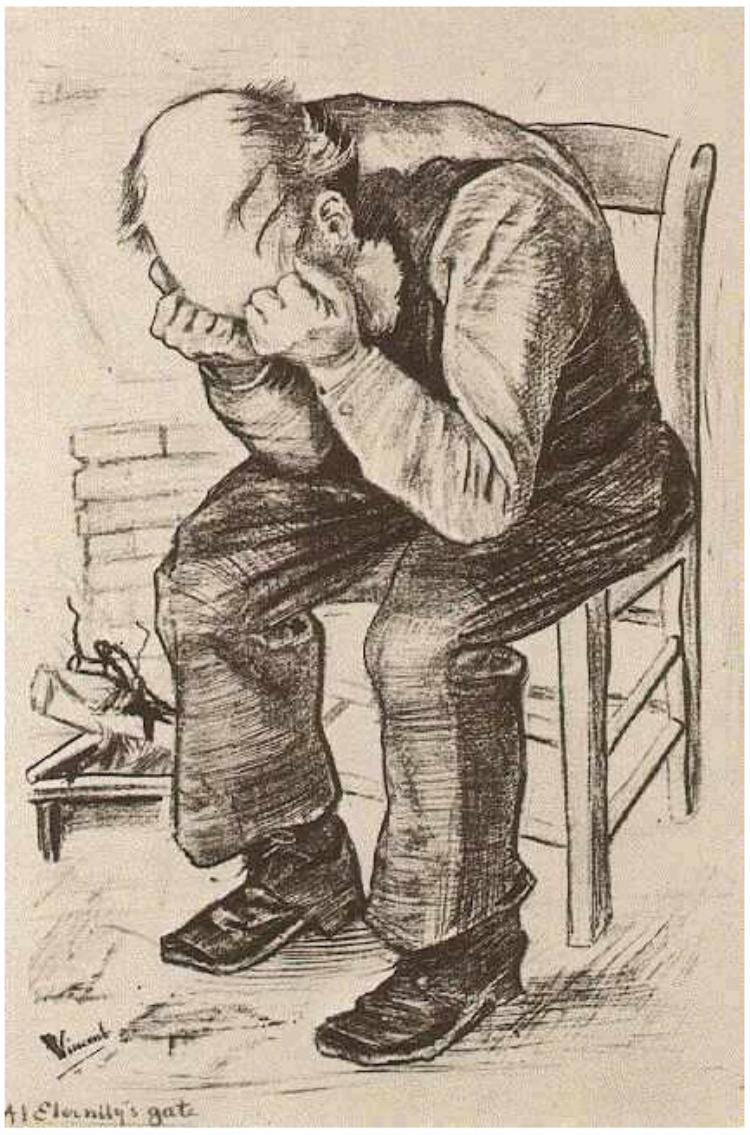
Anciano con la cabeza entre las manos ("En la puerta de la eternidad") (F1662, JH268), litografía, 1882, varias colecciones, incluyendo el Museo de Teherán de Arte Contemporáneo, cuya versión está firmada por el artista en tinta abajo: En la puerta de la eternidad
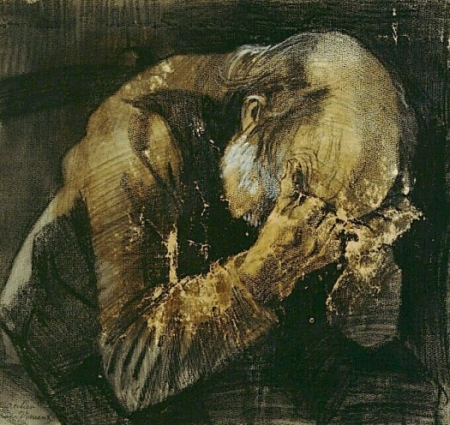
Anciano apenado (F998, JH269) lápiz, negro litográfico, lavado, acuarela opaca blanca, sobre papel de acuarela, 1882, Kröller-Müller Museo
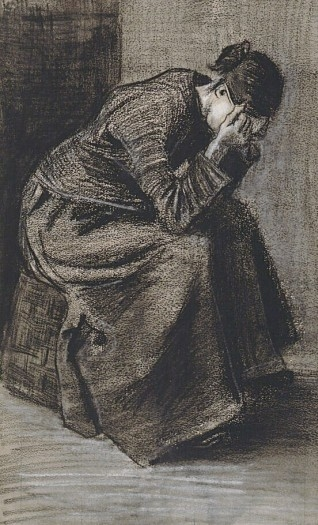
Mujer sentada sobre una cesta llorando (F1060, JH326), negro litográfico, lavado gris, blanco y acuarela opaca gris, rastros de cuadratura, sobre papel de acuarela, 1883, Museo Kröller-Müller
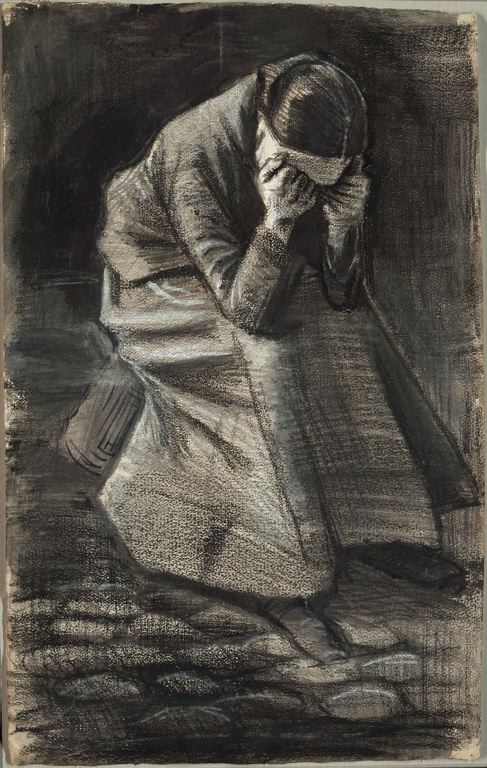
Mujer llorando (F1069, JH325), tiza negra y blanca, con retoques a pincel y lavado negro y gris; rastros de grafito, con pincel y tinta marrón sobre papel marfil, 1883, Instituto de Arte de Chicago